# 陳世榮 (大法官)
陳世榮（1918年7 月18日—1992年12月24日），台灣雲林縣斗南鎮人，日本東北帝國大學法學部畢業。歷任中華民國地方法院及高等法院推事、庭長，最高法院推事，及司法院第三、四屆大法官。
而任職大法官期間其所發之不同意見書為當時大法官之冠，雖其見解未成主流然卻開大法官勇於發表不同意見書之風氣
。

## 註解
1. ↑  日治與國治交替前後台籍法律人之研究－以取得終戰前之日本法曹資格者為中心－[永久] 劉恆妏，19頁。
2. ↑  . 中華民國司法院.   [2007年6月21日]. （原始内容存档于2007年5月25日）.